# Valorant
Valorant je brezplačna provoosebna strelska videoigra, razvita in objavljena s strani Riot Games za operacijski sistem Windows. Preizkusna faza z omejenim dostopom se je začela 7. aprila 2020, igra pa je bila dokončno objavljena 2. junija 2020.

## Igranje
Na voljo je več igralnih načinov:
- Unrated - klasični način,
- Competitive - klasični način, kjer se pri izbiri soigralcev in nasprotnikov upoštevajo izkušnje igralca,
- Spike Rush - dinamičen način igre, zmaga ekipa, ki štirikrat premaga nasprotnike,
- Swiftplay - skrajšana verzija klasičnega načina (prva ekipa, ki zmaga štiri runde, zmaga tudi tekmo),
- Deathmatch - igralni način s 14 igralci, brez ekip in le ena runda, kjer zmaga igralec, ki doseže 40 ubojev,
- Escalation - igralni način, kjer igralci začnejo z lažjim orožjem, z uboji nasprotnikov pa napredujejo čez 12 faz, med katerimi dobivajo boljša orožja,
- Replication - v tem igralnem načinu vsaka ekipa glasuje za agenta, s katerim bi želeli igrati. Vsi igralci ene ekipe imajo tako istega agenta.

### Klasični igralni način
V klasičnem igralnem načinu igrata dve ekipi, ki imata vsaka po 5 igralcev. Prva ekipa, ki zmaga 13 rund, zmaga celotno tekmo. Tako je lahko odigranih največ 25 rund.
Pred začetkom igre si vsak igralec izbere agenta. Vsak agent ima nabor super moči, katerih namen se lahko razlikuje. Namenjene so na primer napadu na nasprotnika, pridobivanju strateških podatkov (lokacij nasprotnikov), pomoči soigralcem (regeneracija), itd. Posamezna ekipa ne more imeti več istih agentov. Po izteku časa za izbiro agenta se igralci pojavijo v enem od izmišljenih krajev (map). Igralci imajo nekaj časa, da se razporedijo po kraju, vendar v tem času vse lokacije niso dostopne. Vsaki ekipi je torej na začetku dostopen le del kraja. Medtem si kupijo tudi svoje orožje in super moči (vsaj ena super moč je na voljo zastonj, prav tako sta zastonj nož in pištola) - denar se pridobiva skozi igranje rund. Po izteku časa za razporeditev se meje umaknejo, omogoči se streljanje in uporaba super moči.
Cilj ene ekipe (napadalcev - Attackers) je detonacija bombe (Spike), druga ekipa (branitelji - Defenders) pa mora le-to preprečiti. Ena runda traja 100 sekund, v tem času mora ekipa z bombo to postaviti na eni izmed dveh ali treh lokacij (odvisno od kraja). Če uspešno postavijo bombo, ima nasprotna ekipa 45 sekund, da jo deaktivira.
Seveda je v vsem tem času omogočeno streljanje in uporaba super moči. Primarni namen je onesposobiti nasprotnike, tako da lahko vsaka od ekip izpolni svoj cilj.
Po 12 odigranih rundah se vlogi ekip zamenjata.

### Agenti
V igri je trenutno osemnajst agentov.
Primarno so ti razdeljeni na štiri vloge:
- Duelist - vloga teh agentov je čimprejšenj vdor na lokacijo, kjer naj bi se postavila bomba. Njihove super moči so po navadi takšne, ki omogočajo zaslepitev ostalih igralcev, omogočajo hitro premikanje, metanje bomb; granat.
- Sentinel - vloga teh agentov je varovanje ostalih tedaj, ko so že, kot napadalna ekipa, na lokaciji za postavitev bombe. Njihove super moči sestojijo iz statičnih objektov, kot so pasti, ki izdajajo lokacijo nasprotnikov ali jih poškodujejo.
- Initiator - poglavitna vloga teh je pridobitev informacij o nasprotniku (pozicij) pred vdorom na lokacijo za postavitev bombe, kar jim omogočajo njihove super moči.
- Controller - vloga teh je pomoč pri premikanju skozi kraj ali vdorom na lokacijo z dimnimi granatami, molotovkami, granatami za zaslepitev.